# Cisaris niger
Cisaris niger là một loài tò vò trong họ Ichneumonidae.